# Ярчий Врх
Ярчий Врх (словен. Jarčji Vrh) — поселення в общині Шкоцян, регіон Південно-Східна Словенія, Словенія.